# Shangomyia impectinata
Shangomyia impectinata är en tvåvingeart som beskrevs av Ole Anton Saether och Wang 1993. Shangomyia impectinata ingår i släktet Shangomyia och familjen fjädermyggor.
Artens utbredningsområde är Guangdong (Kina). Inga underarter finns listade i Catalogue of Life.